# 田中一貞

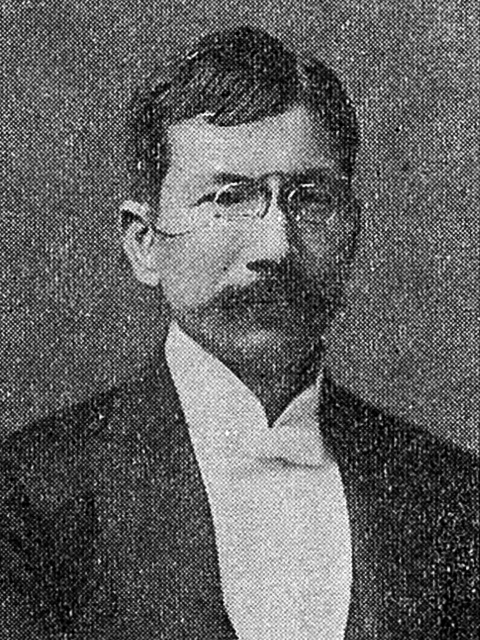
田中 一貞

田中 一貞（たなか かずさだ、本名：いってい、1872年7月12日 （明治5年6月7日） - 1921年（大正10年）9月22日）は、日本の社会学者。慶應義塾図書館初代館長、日本図書館協会第7代会長、慶應義塾初代社会学教授、雅号は嘯月。

## 略歴
- 1872年（明治5年） - 庄内藩士・田中一俊の三男として酒田県田川郡鶴岡（現・山形県鶴岡市）に生れる。
- 1889年（明治22年） - 東京英語学校及び東京物理学校へ入学
- 1890年（明治23年） - 慶應義塾へ入塾。
- 1893年（明治26年） - 慶應義塾大学部文学科へ入学
- 1896年（明治29年） - 同大学部を卒業
- 1897年（明治30年）1月 - 宮崎県延岡の私立学校亮天社の教員となる。
- 1901年（明治34年） - 同校の教員を辞職し、慶應義塾の教員となる。
  - 5月、第二回海外留学生となり、林毅陸と共にアメリカのイェール大学大学院に留学。
- 1902年（明治35年） - マスター・オブ・アーツの学位取得。
  - フランスに留学し社会心理学を学ぶ。この時住んでいたアパートの部屋には、土井晩翠、直木倫太郎、和田英作、白鳥庫吉などの留学生が、遊びに来ていた。
- 1904年（明治37年）3月2日 - 日本に帰国する。
  - 4月 - 慶應義塾文学部第一学年受持教授となる。
- 1905年（明治38年）4月 - 書館監督（館長）を兼任し、「書館」を「慶應義塾図書館」と正式に名称を変える。
- 1912年（明治45年）5月 - 慶應義塾創立五十年紀念図書館開館式が行われ、「慶應義塾図書館」が公式名称となる。
- 1913年（大正2年） - 塾長鎌田栄吉と共に欧米の教育視察をする。
- 1914年（大正3年） - 慶應義塾体育会野球部の部長に就任。
  - 11月6日 - 日本図書館協会の第7代協会長に就任する。
- 1915年（大正4年）12月 - 図書館内に、田中が発案し和田英作が考案した、高さ三間半、幅一間半のステンドグラスが、小川三知によって製作され完成する。
- 1919年（大正8年）10月 - ワシントンで開催される第一回国際労働会議に塾長鎌田が出席し随行する。
- 1920年（大正9年）10月 - 神経衰弱が昂じて不眠症になる。
  - 慶應義塾体育会野球部の部長を退任。
- 1921年（大正10年）夏 - 青根温泉や、松島湾内の桂島で休養する。 
  - 3月 - 睡眠薬を飲まないと眠れない状態になる。
  - 9月22日 - 午前9時頃に脳溢血症で倒れ、午後6時死去。享年50。東京都目黒区の祐天寺に墓がある。

没後
- - 後任の館長には大学法学科教授の占部百太郎が就いた。
  - 9月24日 - 北寺町の大松寺にて告別式が行われる。
  - 11月 - 石田新太郎らが発起人となり、故田中一貞教授記念図書購入資金募集が行われる。

## 親族
- 遠縁：田中桐江 - 儒学者
- 父：田中一俊
- 兄：田中一寧 - 教育者

## 著作物

### 著書
- 1898年（明治31年） - 『筑紫日記』。
- 1915年（大正4年） - 『世界道中かばんの塵』岸田書店。

### 編纂
- 1920年（大正9年） - 『万延元年遣米使節図録』。

### 訳著
- ジョン・ブラッキー『修養論』民友社、1904年。
- 2008年（平成20年） - ジョン・ブラッキー『修養論』民友社。『

### 論文
- 1898年（明治31年） -「亮天社及び其学風」『慶應義塾学報』8号。
- 1899年（明治32年）
  - 「オーギュスト・コムトの社会学」『慶應義塾学報』11号。
  - 「加藤博士の道徳説に就て」『慶應義塾学報』14号。
  - 「最大幸福主義と良心」『慶應義塾学報』20号。
  - 「一言加藤君に答ふ」『慶應義塾学報』22号。
- 1901年（明治34年） 
  - 『エール大学200年祭の状況』 慶應義塾学報
  - 『ハートの教育』 慶應義塾学報
- 1902年（明治35年） - 『無政府主義の発達』 慶應義塾学報
- 1903年（明治36年） - 『瑞西の風景』 慶應義塾学報
- 1904年（明治37年） - 『戦時の帰朝』 慶應義塾学報
- 1906年（明治39年） - 『英米に於ける慈善制度』 明治三十九年夏季講習会講義録、日蓮宗大学林同窓会編
  - 『図書館建築に就て』 慶應義塾学報
  - 『非美術国日本』 新時代1巻4号
- 1907年（明治40年） - 『社会道徳と新聞紙の責任』 慶應義塾学報
  - 『西洋の日蓮宗』新時代
  - 『西洋文明と出生率の減少』 慶應義塾学報
- 1908年（明治41年） - 『公開図書館の任務と貸本屋』 図書館雑誌
- 1909年（明治42年） - 『社会学上に於ける同種意識説と模倣説との比較』 三田学会雑誌
  - 『人物発生に対する自然界の勢力』 三田学会雑誌
  - 『都市と人物発生との関係』 三田学会雑誌
  - 『福沢先生と明治最初の図書館』 慶應義塾学報145号
- 1910年（明治43年） - 『「フォルクスウェース」とは何ぞや』 三田学会雑誌
  - 『社会的勢力としての欲望を論ず』 三田学会雑誌
- 1912年（大正元年）[元号要検証] - 『紀年図書館建築の特色』 慶應義塾学報
- 1913年（大正2年） - 『煽動の力』 慶應義塾学報
- 『伯林より』 図書館雑誌
- 1914年（大正3年） 
  - 『ヴント氏民族心理学要論に就て』 慶應義塾学報
  - 『羅馬より』 図書館雑誌19号
  - 『欧米視察談』 図書館雑誌
  - 『社会の根本的現象』 日本社会学院年報・第2巻
  - 『西洋に於ける日本文明』 慶應義塾学報
- 1915年（大正4年） - 『海外図書館訪問記』 三田評論
  - 『番傘日記』 三田評論
- 1916年（大正5年） - 『日本図書館と建築様式』 建築世界
  - 『歴史哲学と社会学』 三田文学7巻7号
- 1917年（大正6年） - 『福沢先生の情的方面』 現代之実業
- 1918年（大正7年） - 『私人として・公人として』 大学及大学生
  - 『大学図書館に就て』 大学及大学生
- 1920年（大正9年） - 『プロパガンダの心理』 三田社会学会講演集・第1輯
  - 『小幡甚三郎氏の墓とニュウブランスウィック市』 三田評論
  - 『労働会議所感』 三田評論273号
- 『羅馬の一日』 三田文学

### 訳著論文
- 『伯林の包囲』著：Daudet Alphpnse 三田文学5巻10号